# 天可汗
天可汗（拉丁转写：Tengri Qaghan），又譯為天至尊、登里可汗、登利可汗、騰格里汗，可汗的尊稱之一，是唐皇帝向西域及草原諸部所宣示的一個頭銜，即顯示其對東、西突厥和葱岭以西地區的無上權威。在字面上對游牧民族而言，該頭銜地位即是比隋文帝的圣人可汗还高，“天”（Tengri，騰格里）在突厥语里具有很高尚、有权力的含义，其后九姓铁勒、西域诸国国王、吐火罗叶护也称唐太宗为“皇帝天可汗”，在安史之乱后唐肃宗也被回纥人称为“天可汗”。草原和西域諸国家承認唐朝「天可汗」的地位，標誌著李唐皇室的威望達到一個巔峰，也標誌著開始主盟東亞國際社會。腾格里汗也被用来指代其他突厥统治者，如后突厥汗国登利可汗以及回鹘汗国牟羽可汗。

## 唐朝
四夷君长诣阙请上为天可汗，上曰：「我为大唐天子，又下行可汗事乎？」群臣及四夷皆称万岁。是后以玺书赐西北君长，皆称天可汗。——《资治通鉴卷一百九十三》（630年）
上至灵州，敕勒诸部俟斤遣使相继诣灵州者数千人，咸云：「愿得天至尊为奴等天可汗，子子孙孙常为天至尊奴，死无所恨。」——《资治通鉴卷一百九十八》（647年）
奴身罪逆不孝，慈父身被大食统押。应彻天聪，颂奉天可汗进旨云：「大食欺侵，我即与你气力。」奴身今被大食重税，欺苦实深。若不得天可汗救活，奴身自活不得，国土必遭破散，求防守天可汗西门不得。伏望天可汗慈悯，与奴身多少气力，使得活路。又承天可汗处分突厥施可汗云：「西头事委你，即须发兵除却大食。」其事若实，望天可汗却垂处分奴身，缘大食税急，不求得好物奉进，望天可汗照之。所欲驱遣奴身，及须已西方物，并请处分奴身，一一头戴，不敢怠慢。——《请助讨大食表》（727年），吐火罗叶护·阿史那支汗那
奴身千代已来，忠赤于国，只如突厥骑施可忠赤之日，部落安贴，后背天可汗，脚底火起。今突厥属天可汗，在于西头为患，唯有大食，莫逾突厥。伏乞天恩不弃突厥部落，打破大食，诸国自然安贴。——《请讨大食表》（741年），石国王·伊捺吐屯屈勒
药葛罗曰：「怀恩欺我，言天可汗已晏驾，令公亦捐馆，中国无主，我是以敢与之来。今知天可汗在上都，令公复总兵于此，怀恩又为天所杀，我曹岂肯与令公战乎！」——《资治通鉴卷二百二十三》（765年）
唐朝貞觀四年，擊敗東突厥，三月十五日，大同道行軍副總管張寶相於蘇尼失部的沙鉢羅設營擒獲頡利可汗，二十九日執送長安，西域、北荒諸蕃君長，在長安尊唐太宗為“天可汗”，意為“天下總皇帝”。“天可汗”除了是一種對“唐朝皇帝”的榮銜，還是一種有實質意義的國際組織體系，以維持當時各同盟國的集體安全。在這天可汗制度內，各成員國均有獨立主權，不得互相攻擊，而作為盟主的唐帝國，則有一定的權利和義務：
1. 通過由天可汗下詔冊立，宣示各國的繼承人為合法。
2. 各成員國之間的爭執，由天可汗派員仲裁。
3. 若成員國受到攻擊，天可汗要給予援助。
4. 天可汗可以調動各國軍隊組成聯軍，攻擊違反同盟利益的國家。

自唐太宗之后、唐高宗、唐中宗、則天武帝、唐睿宗、唐玄宗、唐肅宗、唐代宗等唐代皇帝都被尊稱為天可汗。范祖禹批評道：“太宗以萬乘之主，而兼為夷狄之君，不恥其名，而受其佞，事不師古，不足為後世法也。”
天可汗稱號並非單獨稱呼，而是與皇帝連稱。唐朝降外的皇帝詔書均署“皇帝天可汗”。

## 突厥、回纥
突厥可汗與回紇可汗，經常冠上這個稱號，以示尊大。但在中文文獻中，為了表示唐朝皇帝的獨特地位，其他冠上這個稱號的可汗，被音譯為登里可汗、登利可汗或騰里可汗。
第一位为后突厥汗国登利可汗（734年—741年在位），不过登利既无默啜可汗的勇武，也无毗伽可汗的大智，可以说后突厥实亡于登利；从石国吐屯王·伊捺吐屯屈勒向唐玄宗于公元741年上表的《请讨大食表》文中“后背天可汗，脚底火起。今突厥属天可汗”，可见唐朝皇帝在突厥人心目中仍是天可汗，尤其在西突厥诸族中。另外，后突厥毗伽可汗于公元716年“欲南下为寇”，其身边的著名宰相暾欲谷也曾劝说曰：「唐主（唐玄宗）英武，民和年丰，未有间隙，不可动也。我众新集，力尚疲羸，且当息养数年，始可观变而举」。其后，安史之乱爆发，唐朝皇帝威严受损，而回纥由于助唐有功，也开始以天可汗汗号自許，包括药罗葛氏牟羽可汗（759年—780年在位）、阿跌氏懷信可汗（795年—805年在位）之后的回纥可汗。
北京大学历史系教授罗新认为，耶律阿保机称帝后的“天皇王”称号和耶律德光称帝前的“天皇王”就是天可汗的汉译。

### 引用
1. ↑  劉志強. . 世新中文研究集刊 第十六期. 世新大學中國文學系. 2020-07: 43.
2. ↑  《舊唐書》卷3載：“（貞觀）四年春正月乙亥（初九），定襄道行軍總管李靖大破突厥……三月庚辰（十五日），大同道行軍副總管張寶相生擒頡利汗獻於京師。”《資治通鑑》卷193，太宗貞觀四年（630）三月庚辰條載：“初，始畢可汗以啟民母弟蘇尼失為沙缽羅設，督部落五萬家，牙直靈州西北……庚辰（十五日），行軍副總管張寶相帥眾奄至沙缽羅營，俘頡利送京師，蘇尼失舉眾來降，漠南之地遂空。”
3. ↑  朱振宏《唐代“皇帝·天可汗”释义》，《汉学研究》第21卷第1期，2003年
4. ↑  《唐鑑》卷二
5. ↑  王溥《唐会要·杂录》：“贞观四年，诸蕃君长诣闕，请太宗为天可汗。乃下制，令后璽书赐西域北荒之君长，皆称皇帝天可汗。”
6. ↑  回鹘西迁诸事考[永久]

### 延伸閱讀
- 羅一之，〈唐代天可汗考〉，《東方雜誌》， 41： 16（1945），pp.44-46 。
- 罗香林，《唐代文化史》，臺北：臺灣商務印書館，1955.12，pp.54-87 。
- 谷霁光，〈唐代‘皇帝天可汗’溯源〉、〈唐代‘皇帝天可汗’溯源后记〉，收《谷霁光史学文集》，南昌：江西人民出版社， 1996.3，第4卷，pp.170-176、177-179 。
- 劉義棠，〈天可汗探原〉，收《中國西域研究》，臺北：正中書局， 1997.10，pp.71-109 。
- 章群，《唐代蕃將研究》，臺北：聯經出版公司，1986.3，ISBN 9789570800890 pp.341-366
- 姚大中，《中國世界的全盛》，臺北：三民書局， 1983.1，pp.24-56